# Markus Eichler
 Markus Eichler  (* 18. Februar 1982 in Varel, Niedersachsen) ist ein ehemaliger deutscher Radrennfahrer.

## Karriere
Seine Radsport-Karriere begann Markus Eichler 2003 beim Team ComNet-Senges und konnte gleich im Frühjahr des Jahres mit einigen Siegen bei Rennen der UCI Europe Tour auf sich aufmerksam machen.
Nach einer Saison beim UCI ProTeam Unibet.com wechselte Eichler Anfang des Jahres 2008 zum Team Milram. Dort bestritt er mit dem Giro d’Italia 2008 und der Vuelta a España 2010 seine bisher einzigen dreiwöchigen Landesrundfahrten, die er schließlich auf dem 141. beziehungsweise dem 114. Gesamtrang beenden konnte.
Nach der Saison 2014 beendete Eichler seine Karriere beim Team Stölting, bei dem er vor allem als Ansprechpartner für junge Fahrer tätig war und nahm eine Tätigkeit im Verkauf für den Radhersteller Specialized auf.

## Erfolge
2006
- Grand Prix de la Ville de Lillers
- Ronde van Drenthe
- Köln-Schuld-Frechen
- Gesamtwertung und eine Etappe Tour du Brabant Wallone
- GP de Dourges

2010
- Batavus Prorace

2011
- eine Etappe Azerbaïjan Tour
- Prolog Flèche du Sud